# أمبروز سبنسر
أمبروز سبنسر (بالإنجليزية: Ambrose Spencer)‏ هو محامي وقاضي وسياسي أمريكي، ولد في 13 ديسمبر 1765 في الولايات المتحدة، وتوفي في 13 مارس 1844 في نفس البلد. انتخب عضو جمعية ولاية نيويورك وانتخب عضو مجلس ولاية نيويورك وانتخب عضو مجلس النواب الأمريكي.

## روابط خارجية
- أمبروز سبنسر على موقع إن إن دي بي (الإنجليزية)